# Stephanuskirche (Bad Karlshafen)

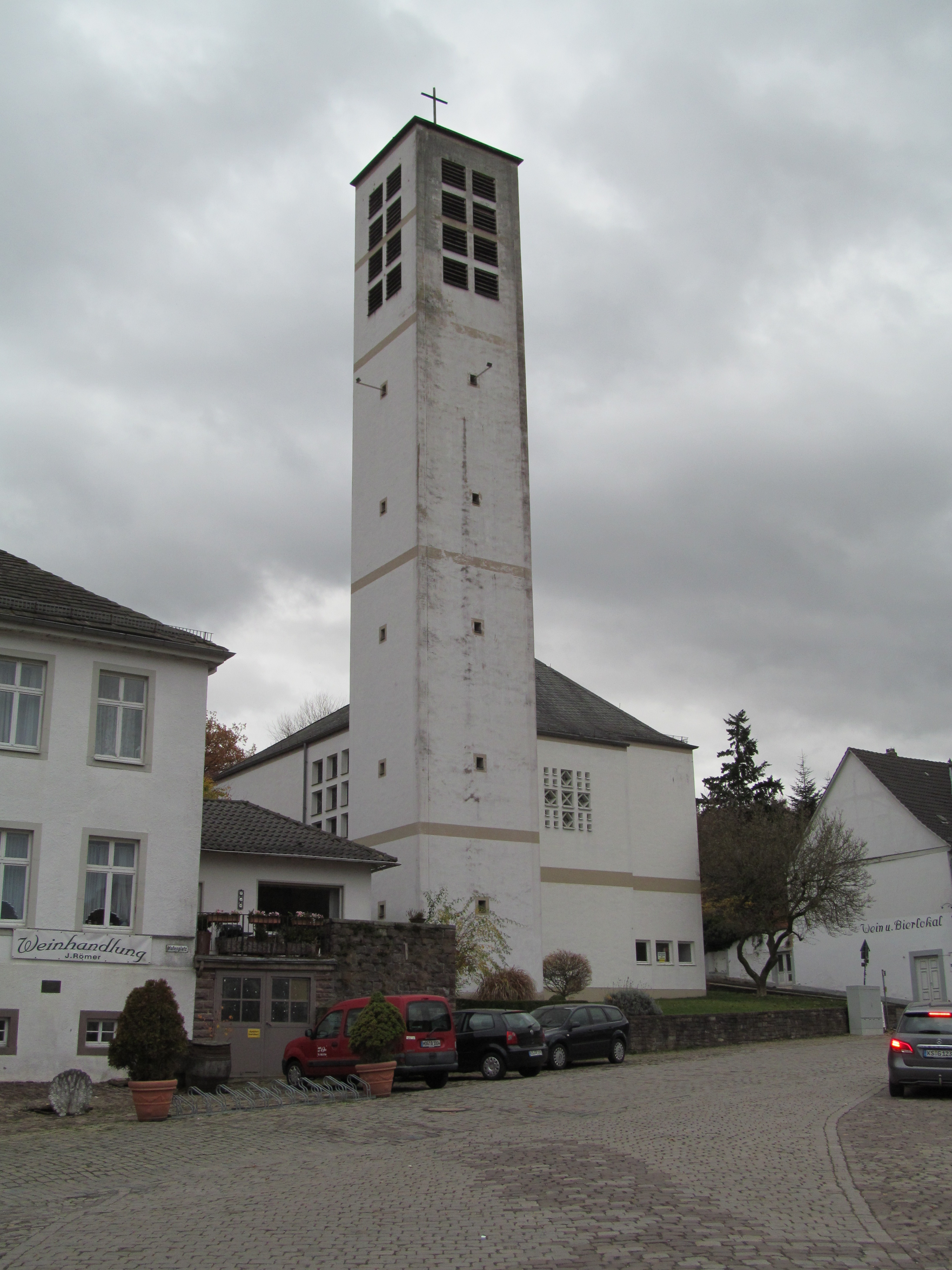
Stephanuskirche

Die evangelisch-unierte Stephanuskirche steht an der südöstlichen Seite des Hafenbeckens in der Gallandstraße 9 von Bad Karlshafen, einer Kurstadt im Landkreis Kassel von Hessen. Die Kirchengemeinde gehört zum Kirchenkreis Hofgeismar-Wolfhagen im Sprengel Kassel der Evangelischen Kirche von Kurhessen-Waldeck.

## Beschreibung
Die Kirche auf rechteckigem Grundriss, die mit einem Zeltdach bedeckt ist, hat einen separaten Kirchturm. Sie wurde 1962 im Baustil der damaligen Zeit nach einem Entwurf von Werner W. Neumann errichtet. Am 29. Mai 1960 erfolgte die Grundsteinlegung, am 18. Februar 1962 wurde sie eingeweiht. 

## Ausstattung
Der Innenraum hat farbige Glasfenster, die Hans Gottfried von Stockhausen schuf. Der Altar, die Kanzel und das Taufbecken bestehen aus heimischem Wesersandstein. Auf der Empore steht die Orgel mit 21 Registern, 2 Manualen und Pedal, die 1963 von der Werner Bosch Orgelbau errichtet wurde.

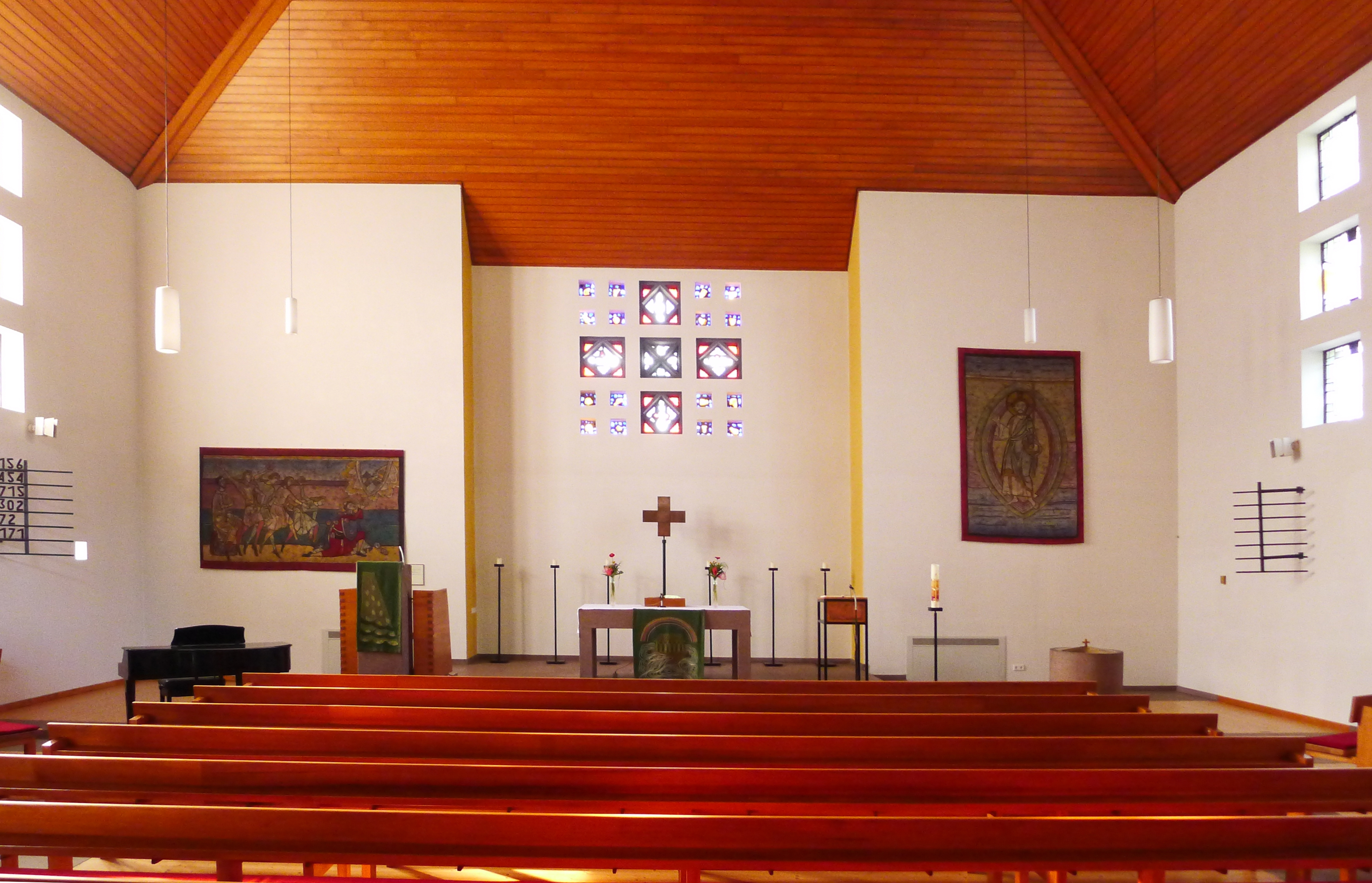
Altarraum
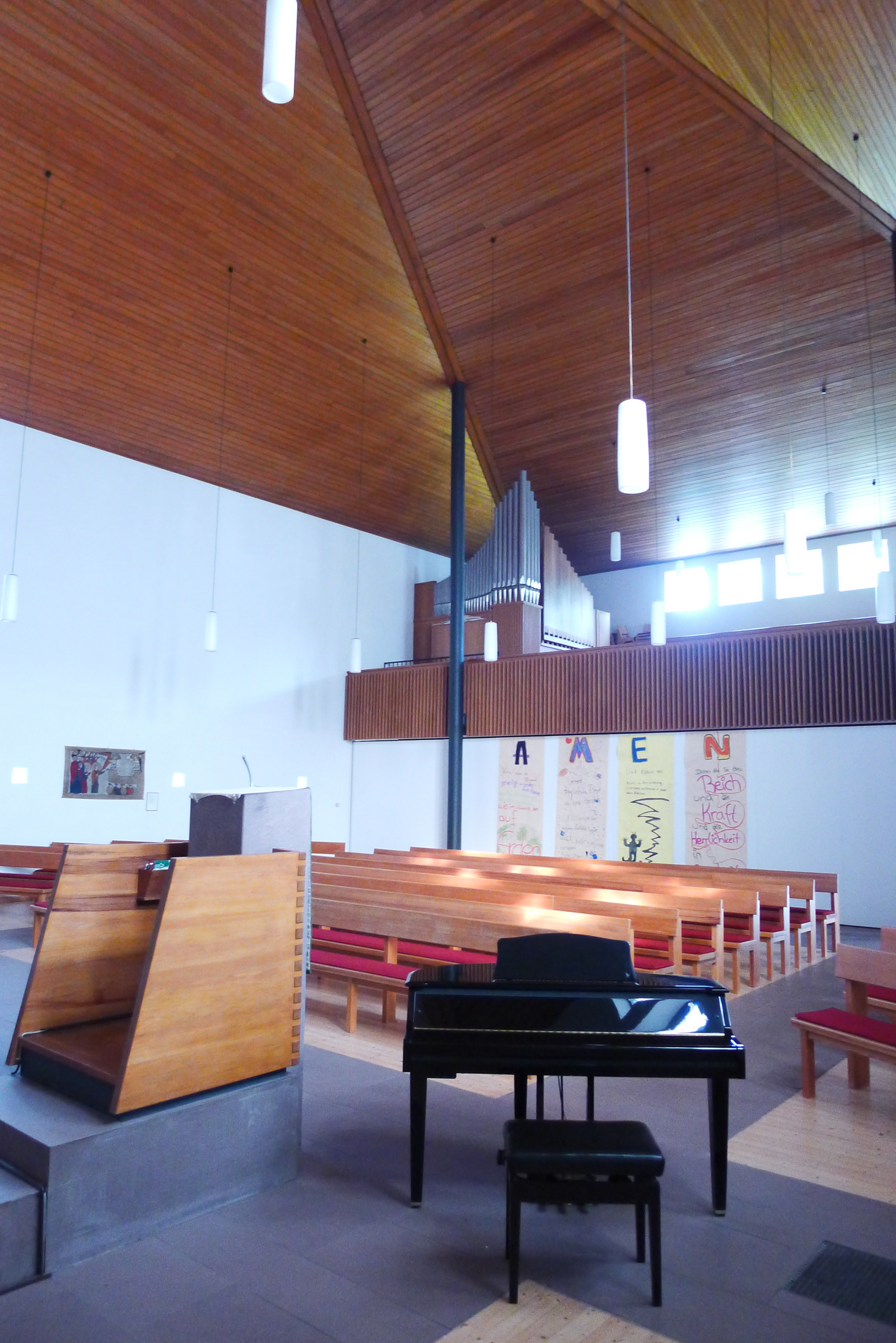
Innenraum